# Acanthocercus annectans
Acanthocercus annectans es una especie de lagarto del género Acanthocercus, familia Agamidae, orden Squamata. Su masa corporal es de aproximadamente 80,65 g.

## Distribución
Se distribuye por África: Etiopía, Kenia, Somalia y Yibuti.

## Taxonomía
Fue descrita por Blanford en 1870.
Tratamiento taxonómico
La especie aparece registrada y publicada en Observations of the geology and zoology of Abyssinia, made 1867-68. McMillan (London), xii + 487 pp.